# Isotomodes templetoni
Isotomodes templetoni är en urinsektsart som beskrevs av Bagnall 1939. Isotomodes templetoni ingår i släktet Isotomodes och familjen Isotomidae. Inga underarter finns listade i Catalogue of Life.